# Alice Gaggi
Alice Gaggi (Sondrio, 8 settembre 1987) è una mezzofondista e fondista di corsa in montagna italiana.

## Biografia
Ha partecipato a dieci edizioni dei Mondiali di corsa in montagna (una da juniores e nove nella gara seniores, l'ultima delle quali nel 2019) e a setteedizioni degli Europei (l'ultima delle quali nel 2018). Nel 2013 è stata campionessa del mondo individuale, mentre nel 2009 ha vinto l'argento europeo. In aggiunta, ha anche conquistato un totale di sette medaglie mondiali e cinque medaglie europee a squadre.
Nel 2014 e nel 2017 è stata inoltre campionessa italiana di corsa in montagna.

## Palmarès
| Anno | Manifestazione                | Sede              | Evento         | Risultato | Prestazione | Note |  |
| ---- | ----------------------------- | ----------------- | -------------- | --------- | ----------- | ---- |  |
| 2006 | Mondiali di corsa in montagna | Bursa-Uludag      | Donne juniores | 4ª        | 23'07"      |      |  |
| 2006 | Mondiali di corsa in montagna | Bursa-Uludag      | A squadre      | 4ª        | 22 p.       |      |  |
| 2010 | Mondiali di corsa in montagna | Kamnik            | Donne seniores | 30ª       |             |      |  |
| 2010 | Mondiali di corsa in montagna | Kamnik            | A squadre      | Oro       | 17 p.       |      |  |
| 2011 | Mondiali di corsa in montagna | Tirana            | Donne seniores | 9ª        | 43'46"      |      |  |
| 2011 | Mondiali di corsa in montagna | Tirana            | A squadre      | Oro       | 24 p.       |      |  |
| 2011 | Europei di corsa in montagna  | Bursa-Uludag      | Donne seniores | 9ª        | 43'46"      |      |  |
| 2011 | Europei di corsa in montagna  | Bursa-Uludag      | A squadre      | Oro       | 22 p.       |      |  |
| 2012 | Mondiali di corsa in montagna | Ponte di Legno    | Donne seniores | 14ª       |             |      |  |
| 2012 | Mondiali di corsa in montagna | Ponte di Legno    | A squadre      | Argento   | 29 p.       |      |  |
| 2012 | Europei di corsa in montagna  | Denizli-Pamukkale | Donne seniores | 20ª       |             |      |  |
| 2012 | Europei di corsa in montagna  | Denizli-Pamukkale | A squadre      | Argento   | 22 p.       |      |  |
| 2013 | Mondiali di corsa in montagna | Krynica-Zdrój     | Donne seniores | Oro       | 42'47"      |      |  |
| 2013 | Mondiali di corsa in montagna | Krynica-Zdrój     | A squadre      | Oro       | 11 p.       |      |  |
| 2014 | Mondiali di corsa in montagna | Casette di Massa  | Donne seniores | 8ª        | 49'55"      |      |  |
| 2014 | Mondiali di corsa in montagna | Casette di Massa  | A squadre      | Oro       | 32 p.       |      |  |
| 2014 | Europei di corsa in montagna  | Gap               | Donne seniores | 4ª        | 42'39"      |      |  |
| 2014 | Europei di corsa in montagna  | Gap               | A squadre      | Oro       | 20 p.       |      |  |
| 2015 | Mondiali di corsa in montagna | Betws-y-Coed      | Donne seniores | 5ª        | 39'13"      |      |  |
| 2015 | Mondiali di corsa in montagna | Betws-y-Coed      | A squadre      | 4ª        |             |      |  |
| 2015 | Europei di corsa in montagna  | Porto Moniz       | Donne seniores | 10ª       | 55'46"      |      |  |
| 2015 | Europei di corsa in montagna  | Porto Moniz       | A squadre      | 4ª        |             |      |  |
| 2016 | Mondiali di corsa in montagna | Sapareva banja    | Donne seniores | 7ª        | 42'42"      |      |  |
| 2016 | Mondiali di corsa in montagna | Sapareva banja    | A squadre      | Oro       | 17 p.       |      |  |
| 2016 | Europei di corsa in montagna  | Arco              | Donne seniores | Argento   | 44'08"      |      |  |
| 2016 | Europei di corsa in montagna  | Arco              | A squadre      | Oro       | 11 p.       |      |  |
| 2017 | Mondiali di corsa in montagna | Premana           | Donne seniores | 7ª        | 1h07'12"    |      |  |
| 2017 | Mondiali di corsa in montagna | Premana           | A squadre      | Argento   | 32 p.       |      |  |
| 2017 | Europei di corsa in montagna  | Kamnik            | Donne seniores | 14ª       | 56'18"      |      |  |
| 2017 | Europei di corsa in montagna  | Kamnik            | A squadre      | Argento   | 33 p.       |      |  |
| 2018 | Europei di corsa in montagna  | Skopje            | Donne seniores | 9ª        | 58'04"      |      |  |
| 2018 | Europei di corsa in montagna  | Skopje            | A squadre      |           |             |      |  |

## Campionati nazionali
2008
- 11ª ai campionati italiani di corsa in montagna - 42'02"
- Argento ai campionati italiani promesse di corsa in montagna - 42'02"

2010
- 13ª ai campionati italiani di corsa campestre - 31'53"

2011
- 23ª ai campionati italiani di corsa campestre - 29'34"

2012
- 10ª ai campionati italiani di corsa campestre - 29'10"

2013
- 6ª ai campionati italiani di corsa campestre - 26'56"
- Bronzo ai campionati italiani di corsa in montagna

2014
- 13ª ai campionati italiani di corsa campestre - 29'41"
- Oro ai campionati italiani di corsa in montagna

2015
- 14ª ai campionati italiani di corsa campestre - 28'57"
- Bronzo ai campionati italiani di corsa in montagna

2016
- 16ª ai campionati italiani di corsa campestre - 26'15"
- Bronzo ai campionati italiani di corsa in montagna lunghe distanze[1]

2017
- 14ª ai campionati italiani di corsa campestre - 29'27"
- Oro ai campionati italiani di corsa in montagna

2022
- 8ª ai campionati italiani di corsa campestre - 28'50"
- Oro ai campionati italiani di corsa in montagna a staffetta (in squadra con Vivien Bonzi)
- Argento ai campionati italiani di trail corto

2023
- 10ª ai campionati italiani di corsa campestre - 29'38"
- Bronzo ai campionati italiani di corsa in montagna[2]
- Oro ai campionati italiani di corsa in montagna a staffetta (in squadra con Vivien Bonzi) - 1h11'00"

2024
- 12ª ai campionati italiani di corsa campestre - 30'35"
- Oro ai campionati italiani di trail corto

2025
- 9ª ai campionati italiani di corsa campestre - 29'15"
- Oro ai campionati italiani di corsa in montagna a staffetta (in squadra con Beatrice Bianchi)

## Altre competizioni internazionali
2009
- 4ª al Trofeo Vanoni ( Morbegno) - 24'09"

2011
- 9ª in classifica generale di Coppa del mondo di corsa in montagna

2013
- Bronzo in classifica generale di Coppa del mondo di corsa in montagna
- Argento al Trofeo Vanoni ( Morbegno) - 22'30"

2014
- 4ª in classifica generale di Coppa del mondo di corsa in montagna
- 11ª al Campaccio ( San Giorgio su Legnano) - 20'58"
- 9ª al Cross della Vallagarina ( Villa Lagarina) - 23'10"
- Oro al Trofeo Vanoni ( Morbegno) - 21'48"

2015
- 5ª in classifica generale di Coppa del mondo di corsa in montagna
- 12ª alla Stramilano ( Milano) - 1h16'01"
- 8ª alla Cinque Mulini ( San Vittore Olona) - 26'19"
- 11ª al Campaccio ( San Giorgio su Legnano) - 20'53"
- Argento al Trofeo Vanoni ( Morbegno) - 21'53"

2016
- 4ª in classifica generale di Coppa del mondo di corsa in montagna
- Argento al Trofeo Vanoni ( Morbegno) - 21'59"

2017
- Oro in classifica generale di Coppa del mondo di corsa in montagna
- Argento al Trofeo Jack Canali ( Albavilla) - 45'59"

2018
- 6ª alla Stramilano ( Milano) - 1h13'40"
- 9ª alla Cinque Mulini ( San Vittore Olona) - 19'37"

2019
- 9º al Trofeo Vanoni ( Morbegno) - 23'13"[3]

2020
- 16ª alla Cinque Mulini ( San Vittore Olona) - 19'29"

2021
- 12ª alla Cinque Mulini ( San Vittore Olona) - 21'23"
- 9ª al Campaccio ( San Giorgio su Legnano) 21'16"

2023
- 18ª al Campaccio ( San Giorgio su Legnano) - 21'41"

2024
- 28ª al Cross das Amendoeiras em Flor ( Albufeira) - 34'33"
- Argento al Trofeo Vanoni ( Morbegno), gara a staffetta (in squadra con Beatrice Bianchi)